# جنیس بابسون
جنیس بابسون (انگلیسی: Janis Babson; ۹ سپتامبر ۱۹۵۰ – ۱۲ مهٔ ۱۹۶۱) اهل کانادا بود.